# Szerwedan
Szerwedan (perski: شرودان) – miejscowość w Iranie, w ostanie Isfahan. W 2006 roku  liczyła 3114 mieszkańców w 808 rodzinach.